# میشائل گیگو
میشائل گیگو (فرانسوی: Michaël Guigou‎؛ زادهٔ ۲۸ ژانویهٔ ۱۹۸۲) بازیکن هندبال اهل فرانسه است.
وی همچنین برندهٔ جوایزی همچون لژیون دونور (شوالیه) شده‌است.